# Merodon ankylogaster
Merodon ankylogaster är en tvåvingeart som beskrevs av Hurkmans 1993. Merodon ankylogaster ingår i släktet narcissblomflugor, och familjen blomflugor.
Artens utbredningsområde är Iran. Inga underarter finns listade i Catalogue of Life.